# オーヴァーエクスポーズド
『オーヴァーエクスポーズド』（Overexposed）はアメリカのバンド、マルーン5の4thアルバム。日本ではユニバーサルミュージックから発売された。

## 解説
2011年からアルバム制作に取り掛かっていたが、キーボード担当でメンバーのジェシー・カーマイケルが音楽的追求と休暇に時間を費やすため、バンドから一時離脱。臨時メンバーとしてツアーミュージシャンのPJ・モートン（PJ Morton）を加えてアルバム制作は続行された。
アルバム・タイトルは「露出過多」を意味する。自分たちが全米で露出され過ぎていることを皮肉って名付けたという。
サウンドについてアダム・レヴィーンは、「『オーヴァーエクスポーズド』は僕らのアルバムの中で最も多様性があり、ポップなアルバム。」と述べている。
エグゼクティブ・プロデューサーとしてマックス・マーティンを迎え、それぞれの曲でプロデューサーを変え、外部のソングライターと積極的に共作する試みが行われた。この点についてジェイムス・ヴァレンタインは「“ムーブス・ライク・ジャガー”は僕らが初めて外部ライターと仕事をした曲。だから今作ではそういうことにもっと挑戦してみようと決めたんだ。僕らのキャリアにおいて、僕らの制作過程を他の人と混合させてみて、いい結果を生み出してみるというのはとてもいいことだと思ったんだ。バンド内部での共同作業と同じぐらいね。僕らはポップ・ミュージックの初期の頃のエッセンスをたくさん取り入れたような音を何か作り出したいと考えてた。だから、このアルバムは僕らの作品の中で最もポップな作品なんだ。僕らは何に対しても物怖じしないよ。」と述べている。
CD発売形態は「通常盤」に加えて、日本独自企画でDVD付の「デラックスエディション」も発売された。
アルバム収録曲から「ペイフォン」がフジテレビ系『おじゃマップ』番組内で使用され、2014年から「デイライト」がアサヒ「スタイルフリー」CMソングに起用された。

### チャート
日本盤が6月20日（アメリカでは6月26日）に発売され、オリコンアルバムチャート最高5位を記録した。Billboard 200、全英アルバムチャートではともに初登場2位となった。また、国際レコード・ビデオ製作者連盟（IFPI）が発表した「2012年の世界的ベストセラーアルバム」第10位となり、「iTunes Best of 2012 Pop ベストアルバム」部門も受賞した。

## 収録曲
| #   | タイトル                                                         | 作詞・作曲 | プロデュース                                                            | 時間 |
| --- | ---------------------------------------------------------------- | --- | ----------------------------------------------------------------------- | ---- |
| 1.  | 「ワン・モア・ナイト」(One More Night)                           | アダム・レヴィーン／シェルバック／サヴァン・コーチャ／マックス・マーティン                                       | マックス・マーティン／シェルバック                                      | 3:39 |
| 2.  | 「ペイフォン feat.ウィズ・カリファ」(Payphone feat. Wiz Khalifa) | アダム・レヴィーン／ベンジャミン・レヴィン／アマー・マリック／ダン・オメリオ／シェルバック／キャメロン・トーマズ | ベニー・ブランコ／シェルバック                                          | 3:51 |
| 3.  | 「デイライト」(Daylight)                                         | アダム・レヴィーン／マックス・マーティン／サム／メイソン・レヴィ                                                 | アダム・レヴィーン／マックス・マーティン                                | 3:46 |
| 4.  | 「ラッキー・ストライク」(Lucky Strike)                           | アダム・レヴィーン／ライアン・テダー／ノエル・ザンカネラ                                                         | ライアン・テダー／ノエル・ザンカネラ                                    | 3:05 |
| 5.  | 「ザ・マン・フー・ネヴァー・ライド」(The Man Who Never Lied)     | アダム・レヴィーン／ブライアン・ウェスト／マリウス・モガ                                                         | Noah "Mailbox" Passovoy／アダム・レヴィーン                             | 3:25 |
| 6.  | 「ラヴ・サムバディ」(Love Somebody)                              | アダム・レヴィーン／ライアン・テダー／ノエル・ザンカネラ／ネサニエル・モッテ                                     | ライアン・テダー／ノエル・ザンカネラ                                    | 3:49 |
| 7.  | 「レディキラー」(Ladykiller)                                     | ジェイムス・ヴァレンタイン／ミッキー・マデン／アダム・レヴィーン                                                 | Noah "Mailbox" Passovoy／ジェイムス・ヴァレンタイン                     | 2:45 |
| 8.  | 「フォーチュン・テラー」(Fortune Teller)                         | ジェイムス・ヴァレンタイン／ミッキー・マデン／アダム・レヴィーン                                                 | Noah "Mailbox" Passovoy／ジェイムス・ヴァレンタイン／サム・ファラー     | 3:25 |
| 9.  | 「サッド」(Sad)                                                  | アダム・レヴィーン／ジェイムス・ヴァレンタイン                                                                   | Noah "Mailbox" Passovoy／アダム・レヴィーン／ジェイムス・ヴァレンタイン | 3:14 |
| 10. | 「チケッツ」(Tickets)                                            | ジェイムス・ヴァレンタイン／ミッキー・マデン／アダム・レヴィーン                                                 | Noah "Mailbox" Passovoy／サム・ファラー                                 | 3:29 |
| 11. | 「ドゥイン・ダート」(Doin' Dirt)                                 | アダム・レヴィーン／シェルバック                                                                                 | シェルバック                                                            | 3:32 |
| 12. | 「ビューティフル・グッバイ」(Beautiful Goodbye)                  | アダム・レヴィーン／ベンジャミン・レヴィン／アマー・マリック                                                     | ベニー・ブランコ                                                        | 4:18 |

| #   | タイトル                                                                                                  | 作詞・作曲 | 備考                                 | 時間 |
| --- | --- | --- | ------------------------------------ | ---- |
| 13. | 「ワイプ・ユア・アイズ」(Wipe Your Eyes)                                                                  | アダム・レヴィーン／J.R.ロテム／Ross Golan／Sanjeet Singh Kang／デーモン・アルバーン／Mariam Doumbia／Marc A. Moreau | J.R.ロテムのプロデュース             | 3:36 |
| 14. | 「ウェイステッド・イヤーズ」(Wasted Years)                                                                | アダム・レヴィーン／Richard Panniman                                                                                 | Sam Spiegelのプロデュース            | 3:35 |
| 15. | 「キス」(Kiss)                                                                                            | プリンス | プリンスのカバー。                   | 7:00 |
| 16. | 「ムーブス・ライク・ジャガー feat. クリスティーナ・アギレラ」(Moves Like Jagger feat. Christina Aguilera) | アダム・レヴィーン／ベンジャミン・レヴィン／アマー・マリック／シェルバック                                           |                                      | 3:21 |
| 17. | 「ペイフォン（Supreme Cuts Remix）」(Payphone (Supreme Cuts Remix))                                       | | リミックス                           | 4:40 |
| 18. | 「ペイフォン（Cutmore Remix）」(Payphone (Cutmore Remix))                                                 | | リミックス                           | 3:11 |
| 19. | 「ペイフォン（Sound Of Arrows Remix）」(Payphone (Sound Of Arrows Remix))                                 | | リミックス。日本盤ボーナス・トラック | 5:02 |

| #  | タイトル                                                                                                  | 作詞 | 作曲・編曲 | 備考                 |
| -- | --- | ---- | ---------- | -------------------- |
| 1. | 「ムーブス・ライク・ジャガー feat. クリスティーナ・アギレラ」(Moves Like Jagger feat. Christina Aguilera) |      |            | ミュージック・ビデオ |
| 2. | 「ペイフォン」(Payphone)                                                                                  |      |            | ミュージック・ビデオ |
| 3. | 「オーヴァーエクスポーズドEPK」                                                                           |      |            | アルバム宣伝用の素材 |

## クレジット
- アダム・レヴィーン：ボーカル、ギター
- マット・フリン：ドラムス
- ミッキー・マデン：ベース
- ジェイムス・ヴァレンタイン：ギター
- PJ・モートン：キーボード

0
| - エグゼクティブ・プロデューサー：マックス・マーティン - マスタリング：トム・コイン（Tom Coyne） | - A&R：Ben Berkman - アートディレクション／クリエイティブ：Young & Sick - フォトグラフィ：テリー・リチャードソン（Terry Richardson） - 日本盤ライナーノーツ：服部のり子 - 日本語対訳：和仁りか（#1～#14）、田村亜紀（#16） |

## 受賞
2012年
- ティーン・チョイス・アワード「Choice Break-Up Song」（ペイフォン feat.ウィズ・カリファ）[29]

2013年
- 第2回ガオンチャートK-POPアワード「海外音源賞」（ペイフォン feat.ウィズ・カリファ）[30]